# Paternostro Glacier
Paternostro Glacier är en glaciär i Antarktis. Den ligger i Östantarktis. Australien gör anspråk på området. Paternostro Glacier ligger 349 meter över havet.
Terrängen runt Paternostro Glacier är kuperad, och sluttar norrut. Trakten är obefolkad. Det finns inga samhällen i närheten. 